# Zöllnerweg (Leipzig)
Der Zöllnerweg in Leipzig ist eine Verbindungsstraße im Ortsteil Zentrum-Nordwest. Sie ist benannt nach dem Leipziger Musiklehrer, Komponisten und Chorleiter Carl Friedrich Zöllner (1800–1860).

## Verlauf
Der Zöllnerweg ist die Fortsetzung der Emil-Fuchs-Straße und verläuft mit leichten Biegungen in nordwestlicher Richtung durch den südlichen Teil des Rosentals, bis er an der Waldstraße in die Leutzscher Allee übergeht. Er folgt im Abstand von 50 bis 100 Metern dem Verlauf des Elstermühlgrabens. Zwischen der Straße und dem Mühlgraben verläuft ein Fußweg.
Der Zöllnerweg ist zweispurig ohne Fußgänger- und Fahrradstreifen. Die Fahrspuren sind über die volle Länge durch eine Mittellinie getrennt. Die Straße wird beidseitig von Baumbestand des Rosentals begrenzt. 

## Geschichte

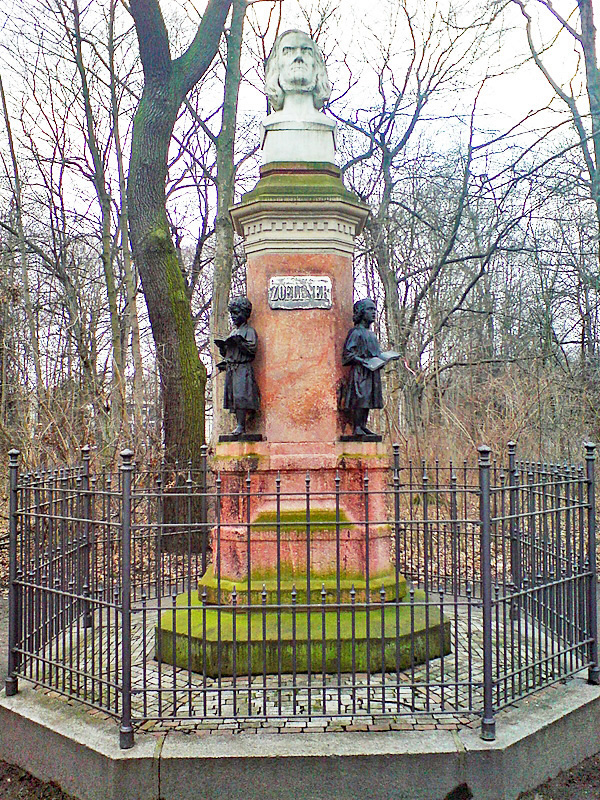
Zöllner-Denkmal, 2007

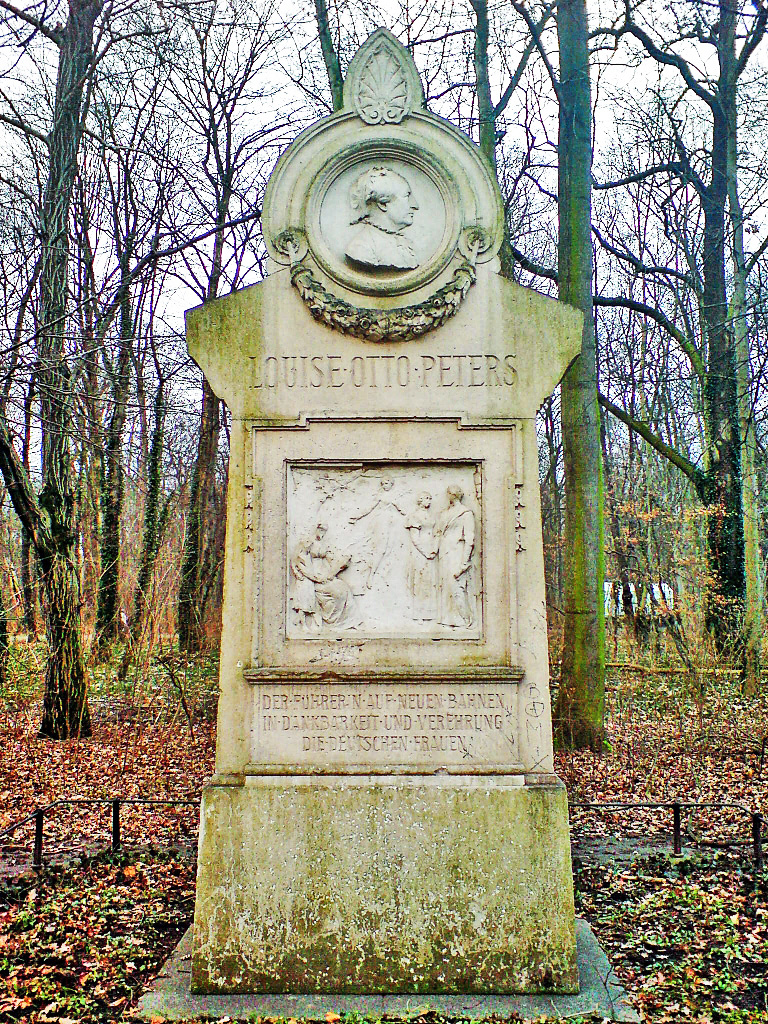
Louise-Otto-Peters-Denkmal, 2007

Nach dem Ableben Carl-Friedrich Zöllners wurde beschlossen, ihm im Rosental ein Denkmal zu errichten, was 1868 auch realisiert wurde. Im Vorgriff darauf wurde die in seiner Nähe gelegene Straße am Südrand des Rosentals 1867 als Zöllnerstraße benannt, die 1975 in Emil-Fuchs-Straße umbenannt wurde. Der an die Zöllnerstraße anschließende Waldweg durchs Rosental bis zur Waldstraße wurde zu Beginn des 20. Jahrhunderts als Straße ausgebaut und erhielt 1914 den Namen Zöllnerweg, den er auch nach der Umbenennung der Zöllnerstraße behielt. Das Zöllner-Denkmal liegt deshalb etwa 150 Meter vor dem Beginn des Zöllnerweges.
Etwa 60 Meter nördlich des ersten Abschnitts des Zöllnerweges wurde bereits 1890 Leipzigs erster öffentlicher Spielplatz eingerichtet, der in moderner Form auch heute noch existiert. 1925 wurde das der Schriftstellerin und Demokratin Louise Otto-Peters (1819–1895) gewidmete Denkmal vom Alten Johannisfriedhof neben den Spielplatz versetzt und der Platz 1934 als Louise-Otto-Peters-Platz benannt.
Direkt am Zöllnerweg gibt es keine Bebauung. 1939 wurde am Elstermühlgraben mit Zugang vom Zöllnerweg über einen Stichweg und der Adresse Zöllnerweg 6 ein Kinderheim errichtet, das über 60 Jahre in verschiedener Weise genutzt wurde. 2005 wurde das Gebäude in Reihenhäuser mit Eigentumswohnungen und eigenen Gärten umgebaut.